# Александро-Марьевка
Александро-Марьевка (укр. Олександро-Мар'ївка) — село в Петровской поселковой общине Александрийского района Кировоградской области Украины.
До 2020 года входило в Петровский район
Население по переписи 2001 года составляло 415 человек. Почтовый индекс — 28324. Телефонный код — 5237. Код КОАТУУ — 3524984805.